# Керли, Фред
Фред Керли (англ. Fred Kerley; род. 7 мая 1995, Тейлор, Техас) — американский легкоатлет, специализирующийся в беге на короткие дистанции (100, 200 и 400 метров). Серебряный призёр Олимпийских игр 2020 года на дистанции 100 метров, трёхкратный чемпион мира.

## Биография
Учился в средней школе Тейлора, входил в состав молодёжной команды спринтеров. Впоследствии он посещал колледж South Plains College с 2013 по 2015 год.
В июне 2017 года выиграл дистанцию 400 метров на чемпионате США за 44,03 секунды, что позволило ему войти в состав сборной США на чемпионате мира по легкой атлетике. В Лондоне эстафетная команда на дистанции 4 по 400 метров завоевала серебряные медали.
В 2019 году с результатом 44,17 он завоёвывает бронзовую медаль на дистанции 400 метров на предолимпийском чемпионате мира в Катаре. Через несколько дней он становится чемпионом мира победив в эстафетной команде на дистанции 4 по 400 метров.
В 2021 году открыл для себя новую дистанцию 100 метров, впервые разменяв 10-секундный рубеж 24 апреля в Майами с результатом 9,91. Занял третье место на стометровке в отборочном турнире на Олимпиаду с результатом 9,86, что позволило выступать в Токио. Также занял четвёртое место в беге на 200 метров с новым личным рекордом 19.90. В Токио выиграл серебряную медаль в беге на 100 метров (9,84), уступив только итальянцу Марселю Якобсу.

## Персональные результаты
| Дисциплина | Время   | Место   | Дата             |
| ---------- | ------- | ------- | ---------------- |
| 100 метров | 9,76    | Орегон  | 24 июня 2022     |
| 200 метров | 19,76   | Найроби | 18 сентября 2021 |
| 400 метров | 43,64   | США     | 27 июля 2019     |
| Тройной    | 13,90 м | Остин   | 30 марта 2013    |